# Sándor Fülöp
Sándor Fülöp (* 4. Februar 1978 in Budapest) ist ein ehemaliger ungarischer Squashspieler.

## Karriere
Sándor Fülöp spielte 1999 erstmals auf der PSA World Tour. Seine höchste Platzierung in der Weltrangliste erreichte er mit Rang 156 im November 2004. Mit der ungarischen Nationalmannschaft nahm er 2003 und 2011 an Weltmeisterschaften teil, in den Zwischenjahren verzichtete Ungarn auf eine Teilnahme. Darüber hinaus gehörte er mehrfach zum ungarischen Kader bei Europameisterschaften. Im Einzel nahm er 2004 und 2006 an der Europameisterschaft teil. Beide Male erreichte er das Achtelfinale.